# Жак де Роган

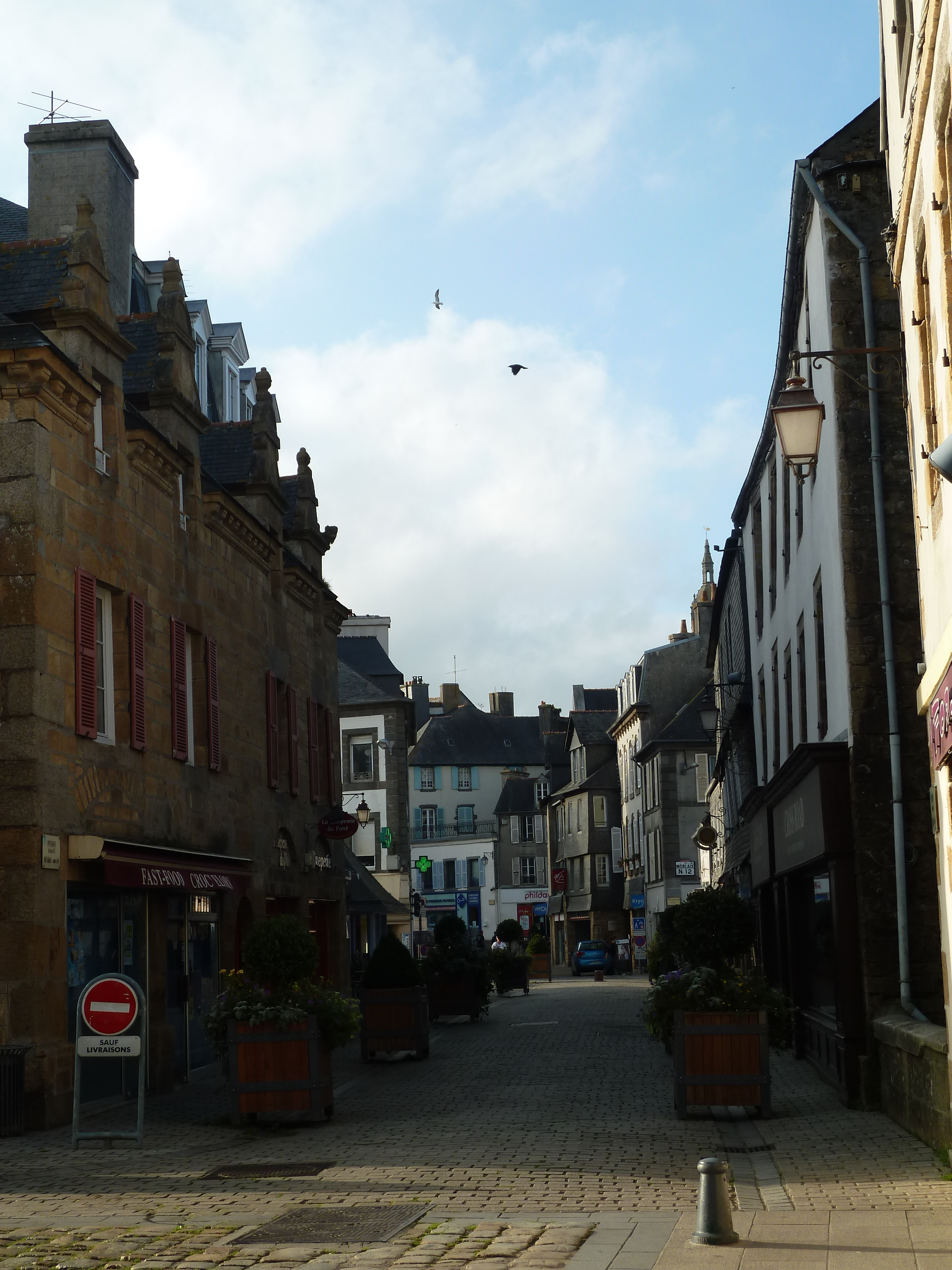
Мост Роган

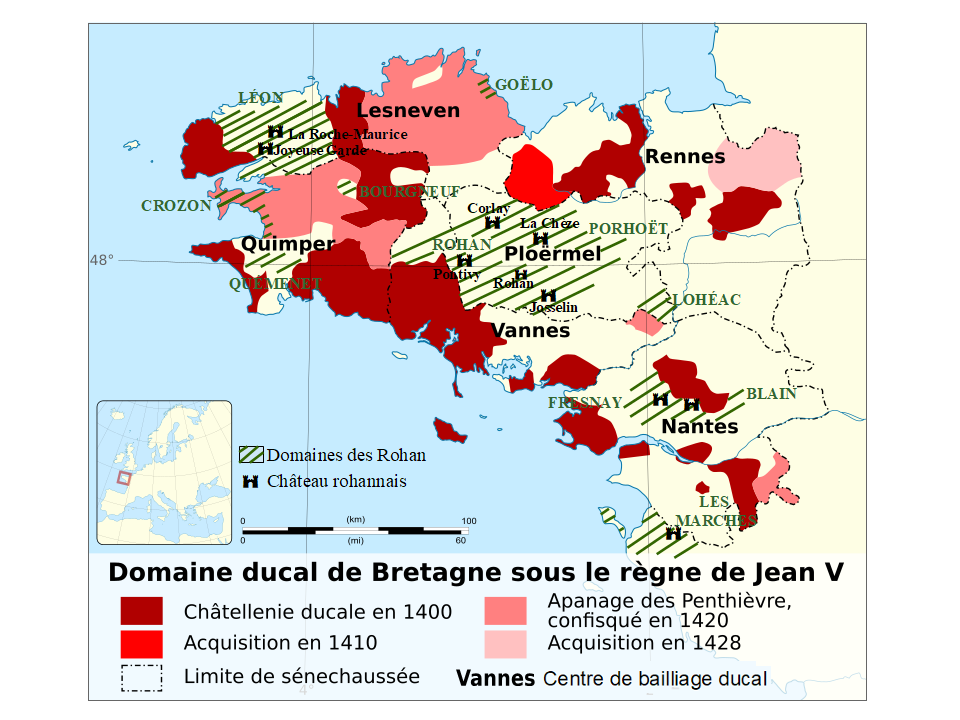
Владения Роганов в Бретани и Пуату (заштрихованы зелёным)

Жак де Роган (Jacques de Rohan) (10.06.1478-15/16.10.1527) — 16-й виконт де Роган, сеньор Леона, граф Пороэт, сеньор де Корле.
Сын Жана II де Рогана (1452—1516) и Марии Бретонской (1444—1511), дочери герцога Бретани Франциска I.
С 1503 г. соправитель отца. В 1509 г. получил от него сеньорию Леон и 4000 ливров ренты. С 1516 года 16-й виконт де Роган, граф Пороэт, сеньор де Корле.
Известен главным образом тем, что в период его правления был реконструирован «Мост Роган» (le pont de Rohan) в Ландерно: вместо полуразрушенного деревянного был построен каменный, на 6 арках. Работы завершились в 1518 году. Этот мост, соединявший две бретонские области — Леон и Корнуайль, имел в то время огромное экономическое значение. Также на мосту были устроены мельница (разрушена в 1895) и пирс для ловли рыбы, и посредине — здание сенешальства, использовавшееся также в качестве тюрьмы.
Некоторые источники приписывают строительство моста Жану II де Рогану. Однако Шевалье де Фременвиль (Chevalier de Fréminville) в своей книге «Le guide du voyageur dans le département du Finistère» (1844) говорит, что на вышеупомянутом здании, ныне не сохранившемся, была надпись:  
```
L'an 1518, puissant Jacques, vicomte de Rohan, comte de Porhoët, seigneur de Léon, de la Garnache, de Beauvoir sur mer et de Blain, fist faire ces ponts et maison au-dessus de la rivière (В 1518 году могущественный Жак, виконт де Роган, граф де Пороэт, сеньор де Леон, де ла Гарнаш, де Бовуар-сюр-Мер и де Блен, осуществил постройку этих мостов и здания на реке).
```

Жак де Роган был женат на Франсуазе де Дайон дю Люд (Françoise de Daillon du Lude) (ум. 1540), дочери Жиля де Дайона, сеньора де Люд (Gilles de Daillon Seigneur du Lude) и его жены Маргариты де Монберон (Marguerite de Montbéron), брак оказался бездетным.
Он умер в 1527 году. Его брат епископ Корнуайля Клод де Роган объявил себя виконтом, но вскоре отказался от своих притязаний (к тому же, несмотря на сан, он был умственно отсталым (simple d'esprit)). В результате главной наследницей стала сестра — Анна де Роган, жена Луи IV де Рогана, сеньора де Гемене и де Монбазон.
Вдова Жака де Рогана Франсуаза после его смерти вышла замуж за Жоакена Гуайона, сеньора де Матиньона, графа де Ториньи (Joachim Goyon Seigneur de Matignon, Comte de Thorigny) (ум. 1549).